# Охрана кнессета

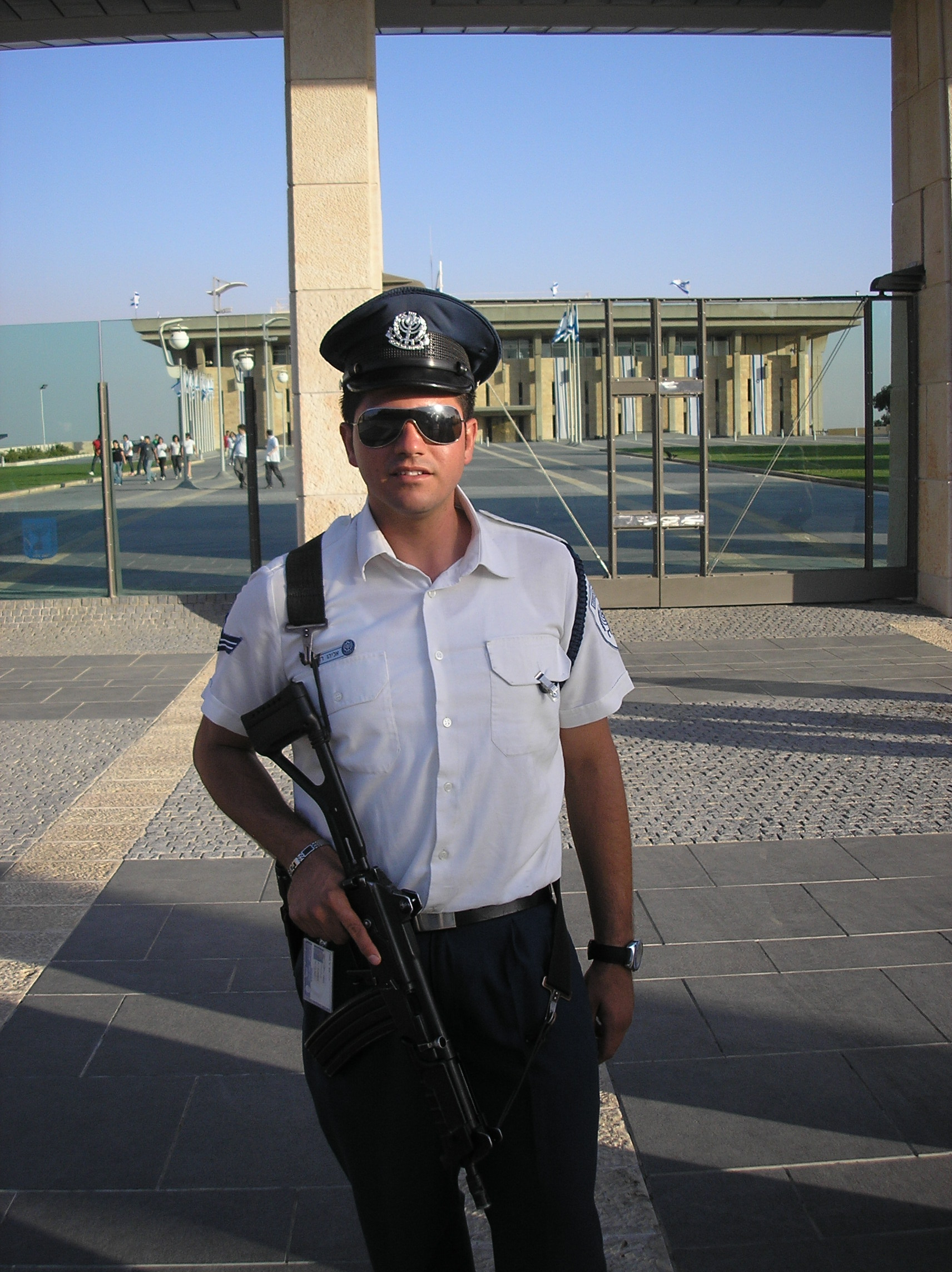
Охранник кнессета

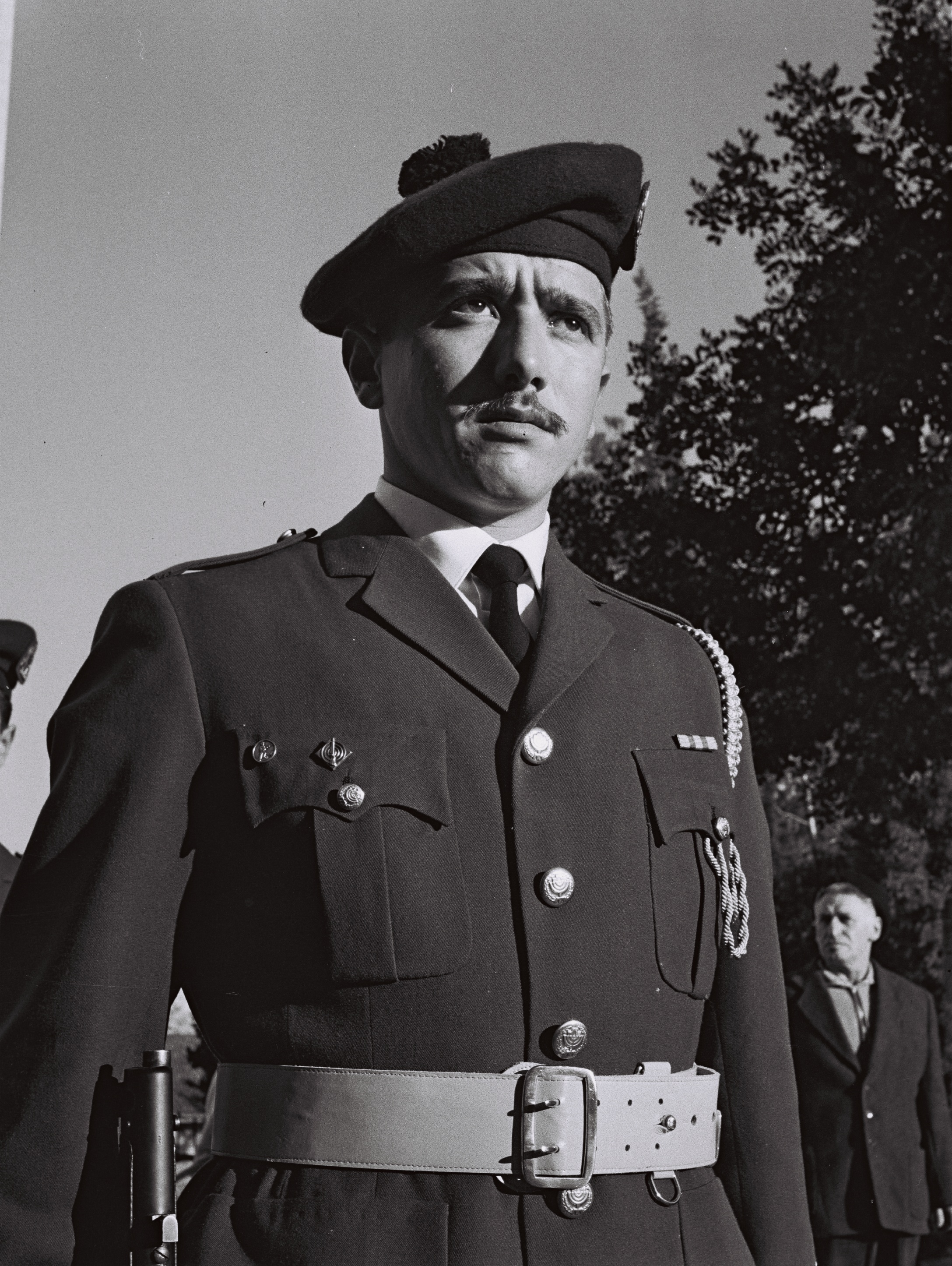
Охранник кнессета, 1959

Мишмар ха-Кнессет (ивр. מישמר הכנסת‎ — охрана кнессета ) — подразделение специального назначения по охране высшего законодательного органа Израиля.
Мишмар ха-Кнессет сформировано в январе 1959 года к 10-й годовщине создания израильского парламента — Кнессета.
В задачи Мишмар ха-Кнессет входит охрана и оборона административного здания кнессета и находящегося в нем персонала.

## Звания
Сержантские звания идентичны аналогичным званиям в Армии обороны Израиля. Рядовой и ефрейтор носят соответственно звания «охранник» и «старший охранник» («шомер» — «שומר» и «шомер ришон» — «שומר ראשון»). Офицерские звания отличаются от армейских.

## Вооружение
Охранники вооружены автоматами галиль, а также (с 2012 года) тавор и микротавор